# جوليس غيران (صحفي)
جوليس غيران (بالفرنسية: Jules Guérin)‏ هو صحفي إسباني وفرنسي، ولد في 14 سبتمبر 1860 في مدريد في إسبانيا، وتوفي في 10 فبراير 1910 في باريس في فرنسا.